# حزب سوسیال دموکرات متحد گینه بیسائو
حزب سوسیال دموکرات متحد حزبی سیاسی در گینه بیسائو است. این حزب در آخرین انتخابات پارلمانی در ۲۸ و ۳۰ مارس ۲۰۰۴ - ۱۷.۶ درصد آرا و ۲۷ کرسی از ۱۰۲ کرسی را کسب کرد.
فرانسیسکو فادول نمایندهٔ این حزب در انتخابات ریاست‌جمهوری سال ۲۰۰۵ حدود سه درصد آرا را کسب کرد.